# Горњи Крушоради
Горњи Крушоради (грч. Άνω Αχλάδα, Ано Ахлада) је насеље у Грчкој у општини Лерин, периферија Западна Македонија. Према попису из 2021. било је 69 становника.
Горњи Крушоради се помињу први пут на попису из 1971. године са 71 становником. Насељени су после Грчког грађанског рата сточарским породицама из Епира.

## Становништво
| Година       | 1971 | 1981 | 1991 | 2001 | 2011 |
| ------------ | ---- | ---- | ---- | ---- | ---- |
| Становништво | 71   | 128  | 116  | 118  | 102  |